# Ecklak
Ecklak est une commune allemande de l'arrondissement de Steinburg, Land de Schleswig-Holstein.

## Géographie
Ecklak se situe à la périphérie des espaces naturels de la Wilstermarsch et du marais du Kudensee. La Wilsterau traverse la commune.
| Burg (Dithmarschen) | Aebtissinwisch |                        |
| Buchholz Kuden      | Ecklak         | Neuendorf-Sachsenbande |
| Kudensee            | Landscheide    | Nortorf                |

La commune comprend le quartier d'Austrich.
Ecklak se trouve à quelques kilomètres au nord de la Bundesstraße 5 et la ligne de Westerland à Elmshorn.

## Histoire
Ecklak est mentionné pour la première fois en 1319[Où ?][réf. souhaitée].